# Kirowez K-702
Der Kirowez K-702 (russisch Кировец К-702) ist ein schwerer sowjetischer beziehungsweise später russischer Traktor. Das Fahrzeug mit Knicklenkung und Allradantrieb wird vom Kirowwerk in Sankt Petersburg produziert und dient als Basis für diverse Baumaschinen. Es übernimmt Elemente des mittlerweile eingestellten Modells Kirowez K-701M, es wird aber ein leistungsschwächerer Motor verbaut.

## Fahrzeugbeschreibung

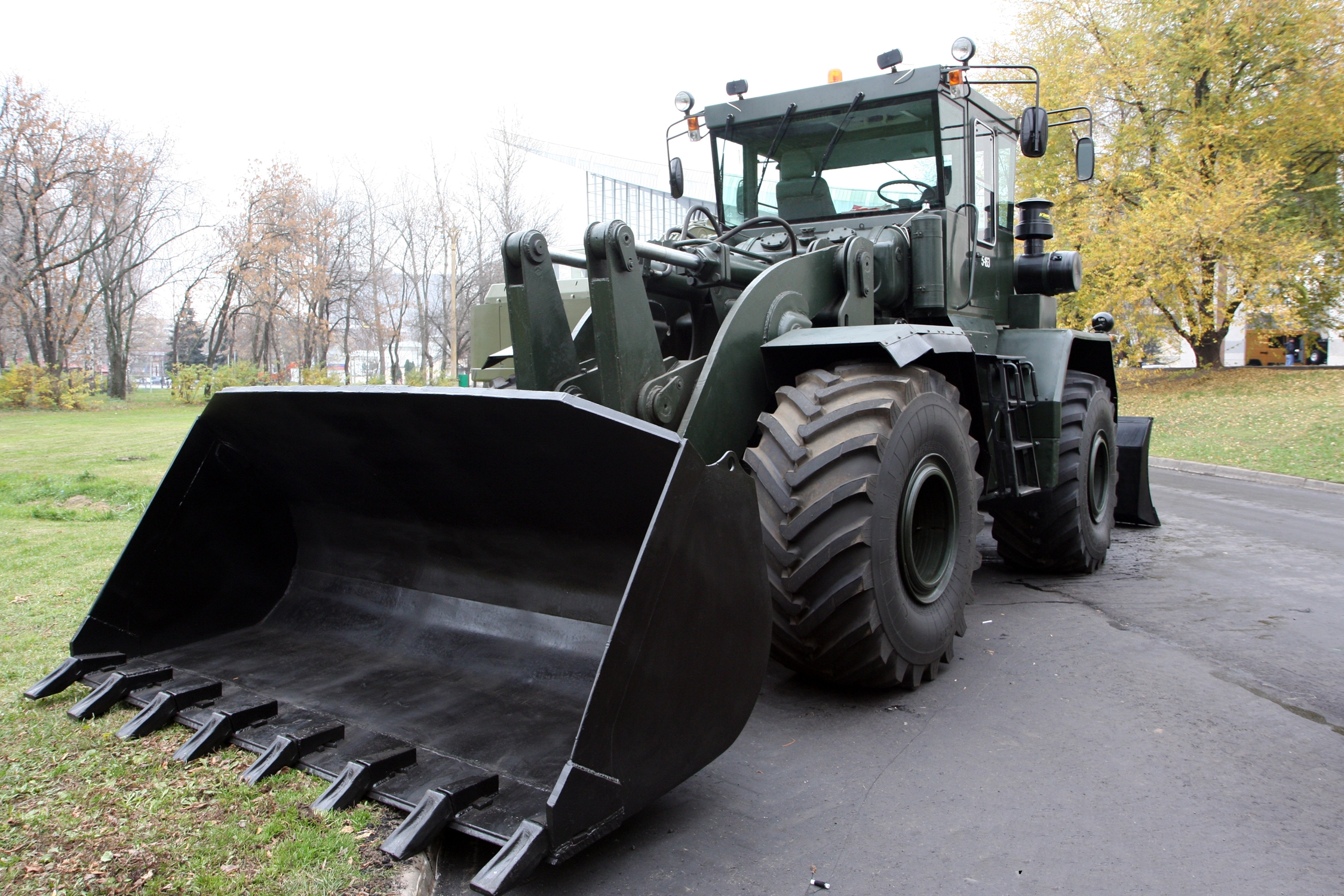
Andere Ansicht des gleichen Fahrzeugs (2008)

Nachdem bereits 1985 der technisch wie optisch überarbeitete Kirowez K-701M die Serienreife erreicht hatte, folgte vier Jahre später, 1989, der Kirowez K-702. Das Fahrzeug, gedacht als Basis für verschiedenste schwere Baumaschinen, nutzt die überarbeitete Karosserie des K-701M und einen ähnlichen Achtzylinder-Dieselmotor wie der Kirowez K-700A. Der Motor vom Typ JaMZ-238 aus der Fertigung des Jaroslawski Motorny Sawods wird auch mit Stand 2019 noch in verschiedenen Fahrzeugversionen verbaut.
Auf Basis des K-702 werden verschiedene völlig unterschiedliche Maschinen gebaut. Darunter gewöhnliche Radlader, Radlader mit zusätzlichem Planierschild und Raddozer. Einige dieser Geräte sind mit Anbaugeräten an Vorder- und Rückseite ausgestattet, was einen drehbaren Fahrersitz, zwei Lenkräder, zwei paar Außenspiegel und eine doppelte Lichtanlage bedingt.
Seit 2014 gibt es mit dem Kirowez K-708 ein ähnliches, jedoch moderneres Nachfolgegerät, das mit Stand März 2016 jedoch noch nicht offiziell vermarktet wurde. Mit Stand 2019 befand sich das Fahrzeug in Produktion und Vermarktung.

## Technische Daten
Für das Modell Kirowez K-702MBA-01-BKU (russisch Кировец К-702МБА-01-БКУ), eine Version als Raddozer.
- Motor: Achtzylinder-Viertakt-Dieselmotor
- Motortyp: JaMZ-238ND3-1
- Leistung: 235 PS (173 kW)
- Hubraum: 14.860 cm³
- Bohrung: 130 mm
- Hub: 140 mm
- Drehmoment: 1108 Nm
- Tankinhalt: 320 l
- Getriebe: hydromechanisches Strömungsgetriebe
- Höchstgeschwindigkeit: 39 km/h
- Hydraulikanlage: Anschlüsse vorne und hinten
- Antriebsformel: 4×4

Abmessungen und Gewichte
- Länge: 8600 mm
- Breite: 2975 mm
- Höhe: 3750 mm
- Radstand: 3750 mm
- Spurweite vorne und hinten: 2255 mm
- Gewicht, betriebsbereit: 20.800 kg
- Achslast vorne: 8700 kg
- Achslast hinten: 11.100 kg
- Bereifung (rundum): 29,5/75R25